# Institution publique d’éducation surveillée
Une institution publique d'éducation surveillée (IPES) est en France un type d'établissement pénitentiaire pour les jeunes délinquants. Elles succèdent aux colonies pénitentiaires, dénommées maisons d'éducation surveillée depuis 1927, et disparaissent dans les années 1970.

## Création
La naissance des Institutions publiques d’éducation surveillée s'inscrit dans la volonté politique d'après-guerre d'extraire l’éducation surveillée de l'administration pénitentiaire. Ils succèdent en effet aux colonies pénitentiaires, discrédités dans l'opinion publique. Si le nom d'institution publique d'éducation surveillée apparaît déjà en 1940 pour nommer les maisons d'éducation surveillée, l'ordonnance relative à l'enfance délinquante et ses modifications successives transforme en effet ses missions, des éducateurs intervenant dans l’accompagnement des jeunes.

## Fonctionnement
Il s'agit d'un des deux types d'établissements fermés pour les délinquants juvéniles existant dans les années 1950 avec les internats correctifs accompagnant les mineurs les plus récalcitrants, remplacés par les  Institutions spéciales d’éducation surveillée (ISES). Les IPES sont généralement situés dans d'anciennes colonies pénitentiaires agricoles. Elles accueillent jusqu'à 200 pensionnaires âgé entre 13 et 20 ans et sont placés par les juges pour enfants avec un objectif de professionnalisation et de socialisation. L'éducateur encadre les mineurs hors des heures de cours et d'ateliers.

## Établissements
La part des institutions dans la prise en charge des mineurs délinquants est minoritaire dans les décennies d'après-guerre. En 1958,  225 institutions privées prennent en charge 8 000 mineurs sous l'instance du ministère de la Justice, soit cinq fois plus que le secteur public. 
Les effectifs de l'éducation surveillée se heurtent à des difficultés de recrutement jusqu'en 1965 : il existe 398 éducateurs pour 744 postes en 1946 et 279 éducateurs pour 709 postes au 31 décembre 1948. 
On compte six établissements pour garçons (Saint-Maurice, Saint-Hilaire, Saint-Jodard, Belle-Île-en-Mer, Aniane et Neufchâteau), et deux  pour filles (Cadillac et Brécourt). Ces établissements disparaissent progressivement jusqu'en 1972, laissant généralement place à des structures plus ouvertes.